# 京王自動車

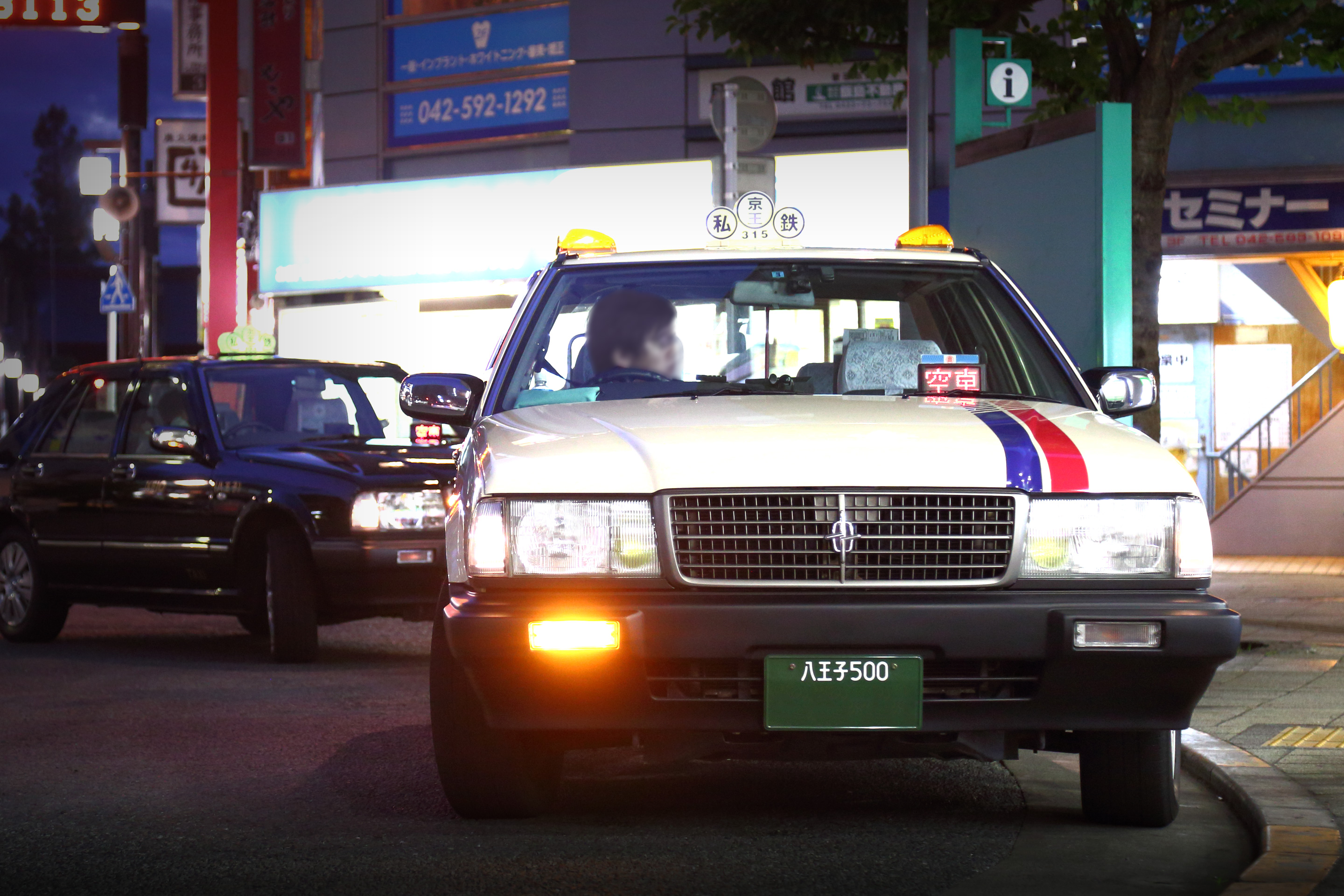
京王自動車のタクシー（日産・セドリック）

京王自動車株式会社（けいおうじどうしゃ）は、京王グループに属するタクシー・ハイヤー事業を運営する企業である。本社は東京都多摩市関戸2-37-3に所在し、京王自動車営業所の跡地に京王聖蹟桜ヶ丘ショッピングセンター別館として建設された「せいせきさくらゲート」に入居する。
京王自動車バスサービス株式会社が貸切バス・特定バス事業も行っており、日本バス協会傘下の東京バス協会会員となっている。バス営業所は京王バス南・南大沢営業所の敷地に隣接する。
タクシー事業では、東京23区から西多摩まで東京西部の広範囲にわたり営業区域を持つ。かつては神奈川県内にも広く展開していたが、川崎市・横浜市・横須賀市からは撤退し、現在は京王電鉄（京王相模原線）の運行エリアでもある相模原市に営業区域を有している。

## 概要
大手私鉄系のタクシー協同組合「東京私鉄自動車協同組合（私鉄協、現・私鉄協同無線センター）」に加盟し、長らく私鉄協の無線配車を使用してきたが、2020年2月より東京23区・武蔵野市・三鷹市内（都内特別区武三地区）のタクシー営業所では、東京四社営業委員会に加盟している京成グループの帝都自動車交通と業務提携を開始し、帝都自動車交通による無線配車に切り替えた。
旧・日産サニー京王販売株式会社の運営母体でもあった。

### 事業内容
- タクシー事業 - タクシー・ハイヤー
- バス事業 - 貸切バス・特定バス
  - 特定バス事業 - 企業従業員送迎、病院送迎、スクールバス、商業施設シャトルバス、京王グループの施設送迎（桜ヶ丘カントリークラブなど）ほか
- 自動車関連事業
  - 車両運行管理 - 運転手派遣・車両管理・運行計画作成
  - 自動車整備販売・車両リース・損害保険代理
- 不動産事業 - 商業ビル賃貸

### ポイントサービス
「京王自動車個人会員」制度を設け、独自のポイントサービスを行っている。
京王パスポートクラブの発行するクレジットカードの利用、記名PASMOと京王パスポートカード（現金専用カード含む）を紐付ける「京王PAS×PASポイントサービス」の利用により、個人会員ポイントと「京王パスポートポイント」の双方でポイントサービスを受けることも可能である。
また、京王グループの株主優待制度で、タクシー運賃の割引、マイカー車検・点検整備の工賃割引サービスが受けられる。

## 沿革

### 京王自動車成立まで
- 1941年（昭和16年）2月10日、東京郊外自動車株式会社として、現在の東京都府中市で車両32台で創業[9]。
- 1949年（昭和24年）
  - 1月23日 - 京王帝都電鉄、東京郊外自動車株式会社を買収[10]。
  - 2月21日 - 会社設立[1]。商号を日本タクシー株式会社とする[9]。
- 1955年（昭和30年）5月1日 - 京王帝都電鉄が『京王帝都 沿線たより』（現：京王ニュース）創刊号を発行[11]。
『京王帝都 沿線たより』第1号の1面下部広告欄には「ハイヤーのご用は 京王帝都電鉄直営 日本タクシーへ」の広告があり、「お申込みは各営業所へ」として「京王線新宿駅構内、府中駅前、調布駅前、井の頭線吉祥寺駅前」の各営業所の電話番号が掲載されている[11]。
- 1958年（昭和33年）4月10日 - 京王自動車株式会社へ商号変更[9]。
- 1963年（昭和38年） - 東京都渋谷区恵比寿に整備工場を新設し自動車整備業を開始[9]。

### 事業拡大と統合
- 1956年（昭和31年）～1977年（昭和52年）- この間に複数のタクシー会社を買収して事業規模を拡大[9]。
  - 1966年（昭和41年）3月31日 - 関東バスより以下の2社を買収。
    - 関東交通株式会社（→新京王タクシー株式会社→京王自動車へ統合）[10]。
    - 関東タクシー株式会社（→第二新京王タクシー株式会社→京王自動車へ統合）[10]。

  - 時期不明 - 経営合理化のため、傘下の各社を京王自動車株式会社、多摩京王自動車株式会社、神奈川京王自動車株式会社、熱海京王自動車株式会社の4社へ統合[9]。
- 1994年（平成6年）- 熱海京王自動車株式会社を売却[9]。第一交通産業グループの「熱海第一交通」となる。
- 1997年（平成9年）4月1日 - 京王自動車が、多摩京王自動車・神奈川京王自動車・京王ビル管理株式会社を吸収合併[10]。
- 2006年（平成18年）4月26日 - 警視庁と東京都の協力による防犯サービス「タクシーこども110番」に参加[10][12]。
- 2012年（平成24年）3月31日 - 氷川営業所（西多摩郡奥多摩町）を閉鎖。
- 2013年（平成25年）9月26日 - 妊産婦を対象としたサービス「はぴママサポートタクシー」[13]を運行開始[10]。
- 2015年（平成27年）
  - 6月18日 - 京王自動車横須賀営業所を京急中央交通へ譲渡[14]。横須賀市から撤退。
  - 7月16日 - 小学生向けサービス「はぴチルサポートタクシー」を運行開始[10][15]。
  - 12月10日 - PASMO・Suicaなど、交通系ICカード全国相互利用サービス対応の交通系ICカードでの運賃支払に対応[16]。
- 2016年（平成28年） - 京王自動車を母体とする「京王自動車グループ」として9社へ会社分割、車両運行業務を地域子会社へ分社化[9]。
- 2017年（平成29年）8月31日 - 「はぴママサポートタクシー」の累計登録件数が3万件を突破[17]。
- 2019年（令和元年）3月29日 - 京王自動車京浜（横浜・川崎営業所）を日本交通横浜へ譲渡。横浜市・川崎市から撤退。
- 2020年（令和2年）
  - 2月1日 - 多摩地域と相模原市で運賃改定、初乗り距離短縮運賃を導入（初乗り1.2km500円）[4]。
  - 2月23日 - 都内23区・武蔵野・三鷹エリアにおける私鉄協による無線配車が終了[5]。
  - 2月24日 - 都内23区・武蔵野・三鷹エリアにおいて帝都自動車交通との提携により帝都無線に加入して無線配車を開始[4][5][6]。
- 2022年（令和4年）
  - 8月1日 - タクシー・ハイヤーの地域子会社6社を京王自動車へ吸収合併する公告を発表[18][19]。
  - 10月1日 - 京王自動車が、タクシー・ハイヤーの地域子会社6社を吸収合併[20]。京王自動車グループの子会社はバス事業の子会社（京王自動車バスサービス）のみとなる。

## タクシー営業区域
- 東京都区内・武三地区 - 東京23区・武蔵野市・三鷹市
- 東京都北多摩地区 - 調布市・府中市・小金井市・国立市・立川市・昭島市
- 東京都南多摩地区 - 多摩市・日野市・八王子市・町田市
- 東京都西多摩地区 - 福生市・羽村市・瑞穂町・青梅市・あきる野市・日の出町
- 神奈川県県央地区 - 相模原市
  - かつては横須賀市や川崎市・横浜市（いずれも神奈川県京浜地区）も営業区域としていたが、前者は2015年6月に京急中央交通に[14]、後者は2019年3月に日本交通横浜に、それぞれ譲渡して撤退した。

## 会社組織

### タクシー・ハイヤー
京王自動車として運行する。
- 本社 - 東京都多摩市関戸2丁目37番地3
- 目黒営業所 - 目黒区上目黒
- ハイヤー営業所 - 渋谷区笹塚
- 杉並営業所 - 杉並区上荻
- 吉祥寺営業所 - 三鷹市下連雀
- 調布中央第一営業所 - 調布市調布ケ丘
- 調布中央第二営業所 - 調布市柴崎
- 府中営業所 - 府中市寿町
- 昭島営業所 - 昭島市武蔵野
- 多摩中央営業所 - 多摩市南野
- 町田営業所 - 町田市旭町
- 八王子営業所 - 八王子市明神町
- 青梅営業所 - 青梅市日向和田
- 福生営業所 - 福生市福生
- 相模原営業所 - 相模原市緑区東橋本

6社合併前の会社別内訳は以下の通り。
- 京王自動車城南（法人番号：3012401031256）- 目黒、ハイヤー
- 京王自動車城西（法人番号：4012401031255）- 杉並、吉祥寺
- 京王自動車調布（法人番号：2012401031257）- 調布中央第一、調布中央第二
- 京王自動車多摩北（法人番号：1012401031258）- 府中、昭島
- 京王自動車多摩南（法人番号：9012401031259）- 多摩中央、町田
- 京王自動車多摩西（法人番号：7012401031260）- 八王子、青梅、福生、相模原

### 京王自動車バスサービス
京王自動車バスサービス株式会社として、貸切バス・特定バスを運行する。
- 本社：東京都多摩市関戸2-37-3（京王自動車株式会社と同一）[21]
- 法人番号：5012401031262[21]
- バス営業所 - 八王子市南大沢5-26-2[1]

京王バス南大沢営業所に隣接する。八王子ナンバーの地域である。
- 多摩境バス営業所 - 町田市小山ヶ丘1-8-1[22]

南多摩尾根幹線道路沿いの「多摩境通り北」バス停留所付近に位置する。神奈川中央交通多摩営業所が近くにあり、同営業所が運行する橋76系統（橋本駅北口 - 神奈中多摩車庫）が当該バス停に停車する。多摩ナンバーの地域である。このため、同社のバスには多摩ナンバーで登録されている車両も存在する。

### 車両整備業務
- 恵比寿サービスセンター（渋谷区東）
- 吉祥寺工場（三鷹市下連雀）- 吉祥寺営業所に併設
- 八王子工場（八王子市明神町）

## 車両

### タクシー
タクシーは、日産自動車、トヨタ自動車の車両を導入している。旧・日産サニー京王販売株式会社の運営母体であった関係で、日産自動車製の日産・セドリックを主に導入してきたが、トヨタ・クラウンコンフォート、トヨタ・クラウンセダンも多数導入されている。かつては営業所により導入される車両のメーカーが異なっていた。
そのほか、ハイブリッドタクシーとしてトヨタ・プリウス、JPN TAXI、ワゴンタクシーとしてミニバンタイプのトヨタ・エスクァイア、ユニバーサルデザインタクシーとして車椅子対応の日産・NV200バネットのタクシー仕様を導入している。以前存在した氷川営業所には日産・セレナハイルーフも在籍した。
トヨタ・エスクァイアは京王プラザホテル（西新宿）の常駐車両のため一般乗車不可、ホテル利用者のみ乗車可能。
タクシー車両のボディカラーは黒色と、京王電鉄のCIカラーに合わせたアイボリー地に京王レッド・京王ブルーの2色ストライプの「京王電鉄カラー」の車両が存在する。ユニバーサルデザインタクシーの車両は、白色ベースに黄色の水玉模様の専用塗装となっている。
行灯は一部車種と都内武三地区のものを除き私鉄協仕様のものを使用する。2020年2月の帝都自動車交通との業務提携に伴い、都内武三地区の営業所の車両は、行灯が私鉄協から帝都自動車交通のものへ交換され、京王電鉄カラーの車両も黒へ塗色変更される。

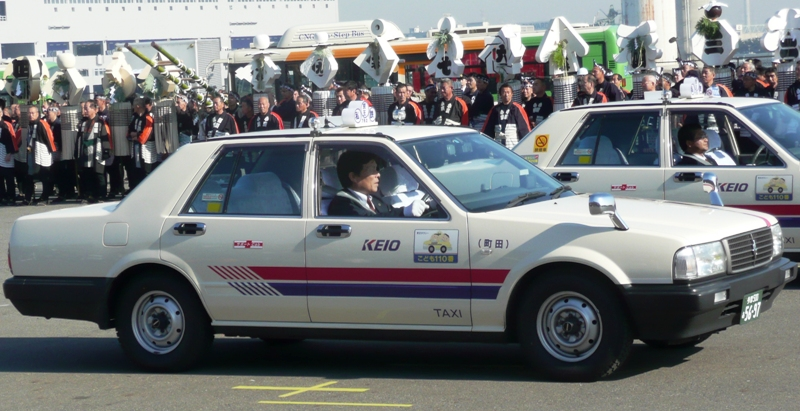
タクシー車両（セドリック）
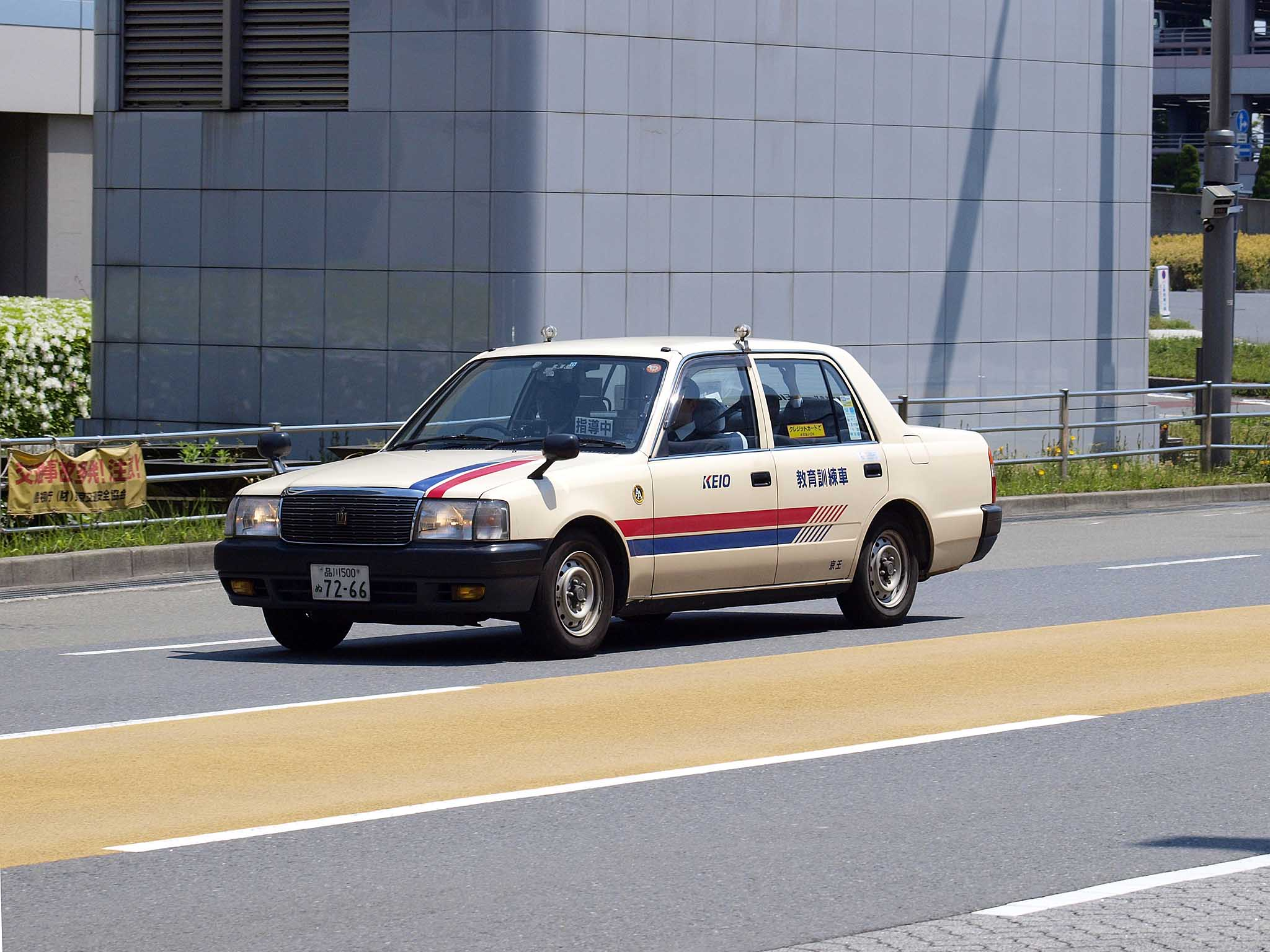
教育訓練車（クラウンコンフォート）。経年車を自家用ナンバーで再登録して転用。
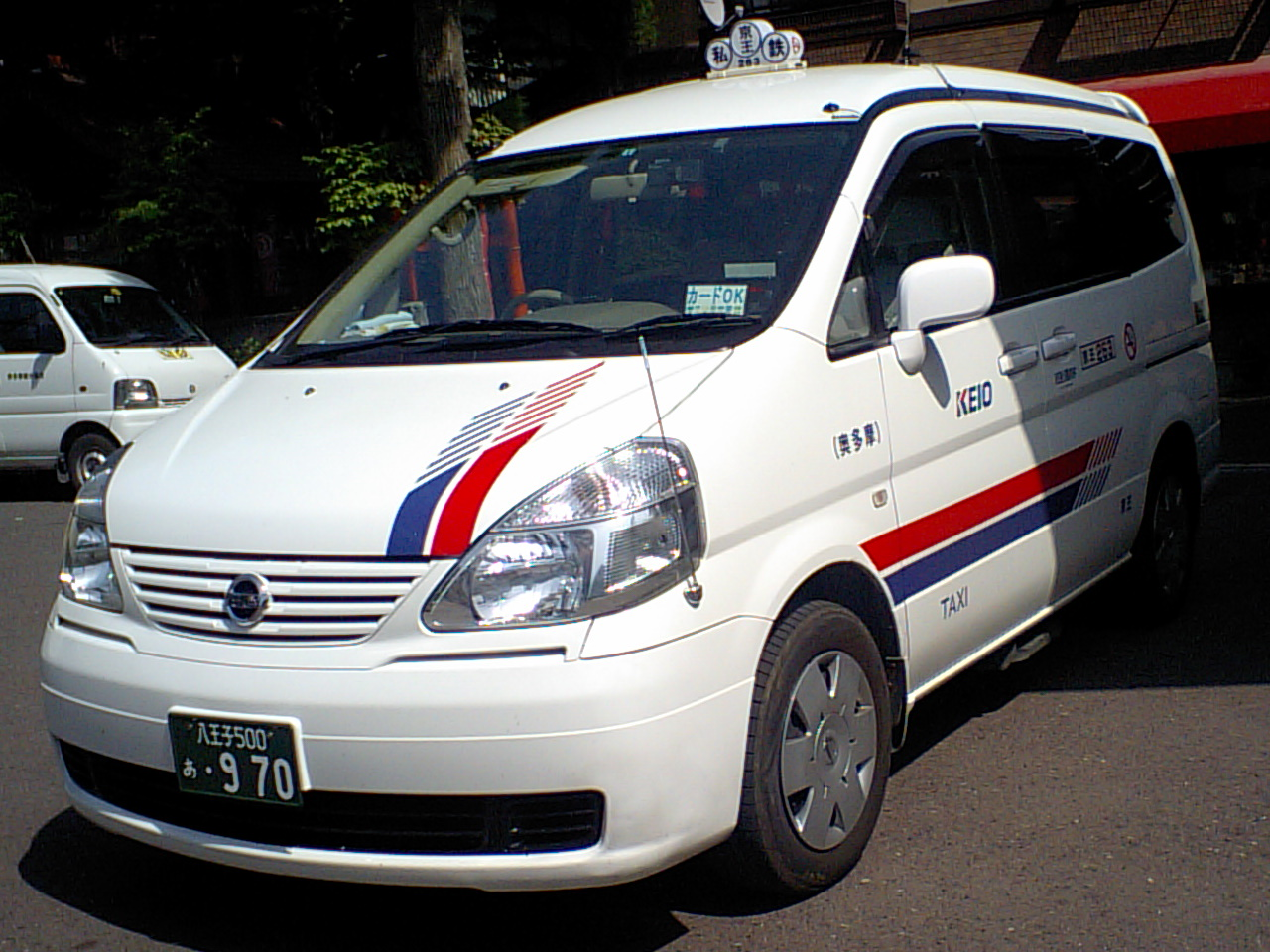
かつて存在したC24型セレナハイルーフ

### バス
バスは、日野自動車の車両を導入している。過去にはいすゞ自動車のガーラミオ（初代LR）など、他メーカーの車両を導入していた時期もあった。バスには2桁数字の社番が付与され、車両を代替した場合は社番も置き換えられる。
大型バスは日野・セレガ（2代目）、セレガRで、セレガはハイデッカーサロンバス、ハイデッカーショート、セレガRは車椅子用リフト付きバスが在籍する。2018年には日野・セレガ（ハイデッカー）の車椅子用リフト付きバスが導入された。
中型バスは日野・メルファ、日野・レインボーII、小型バスは日野・リエッセ、マイクロバスは日野・リエッセIIが在籍する。
2017年のモデルチェンジに対応し、中型車はレインボー（2代目KR）、マイクロバスはリエッセII（2代目B60・B70系）も導入された。いずれも京王グループでは初の導入となり、京王電鉄バスグループより先に納入された。2019年からはポンチョ（2DG-HX9JLCE）が導入され、リエッセの経年車を置き換えている。
ボディカラーは、京王電鉄バスグループの高速バス車両に合わせているが、「KEIO」ロゴの直後の文字が「Highway Express」ではなく「Shuttle Express」となっている。冠婚葬祭にも対応できるよう帯色を青とグレーに変えた車両も在籍する。
このほか、メルファやリエッセIIには、京王バスの昔のワンロマカラーを模した柄のセピア色基調の車両もある。また送迎バス専用車両には、委託元の企業や施設などに合わせた各種専用カラーの車両も存在する。

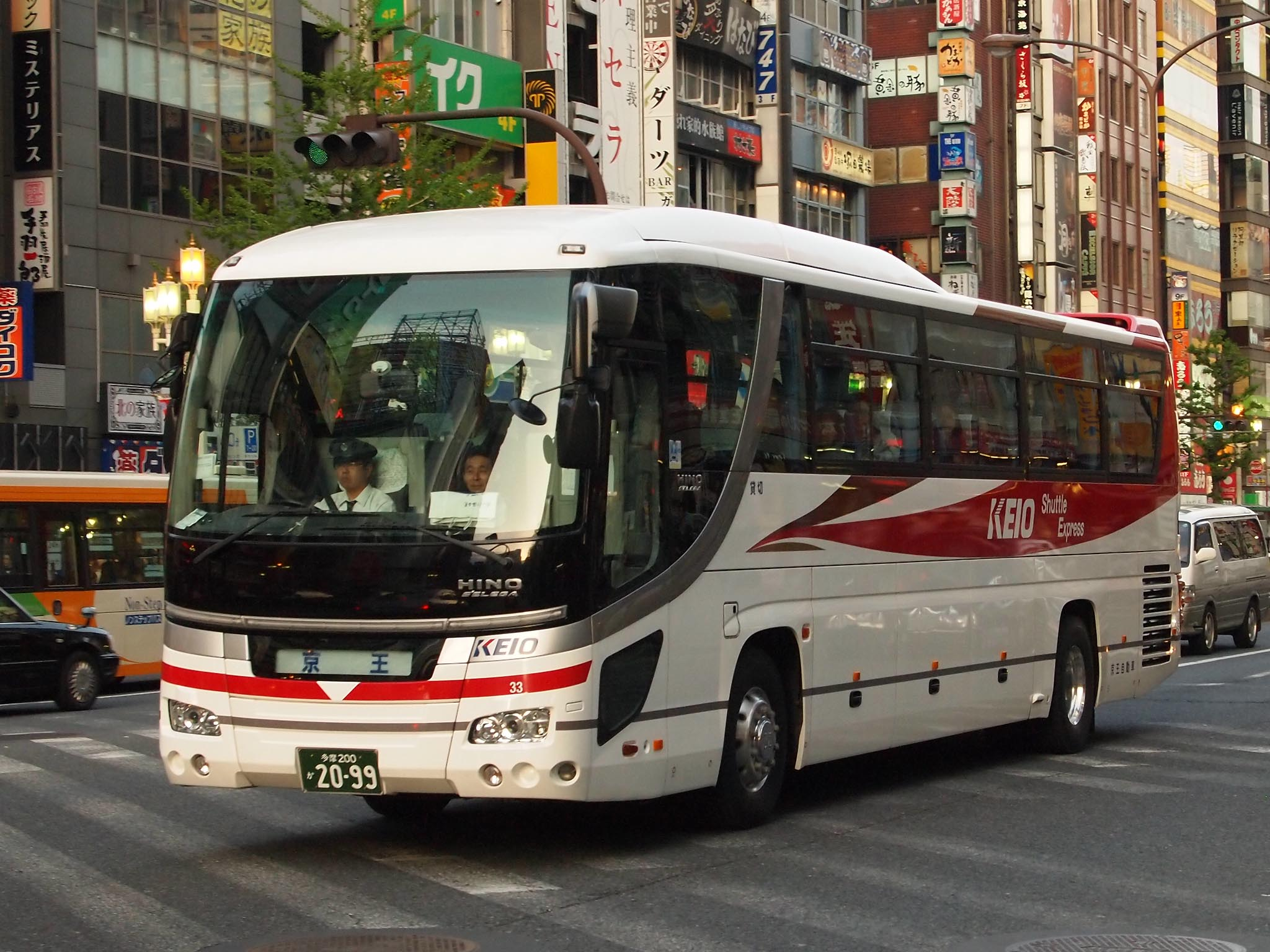
貸切バス 大型車（セレガ）
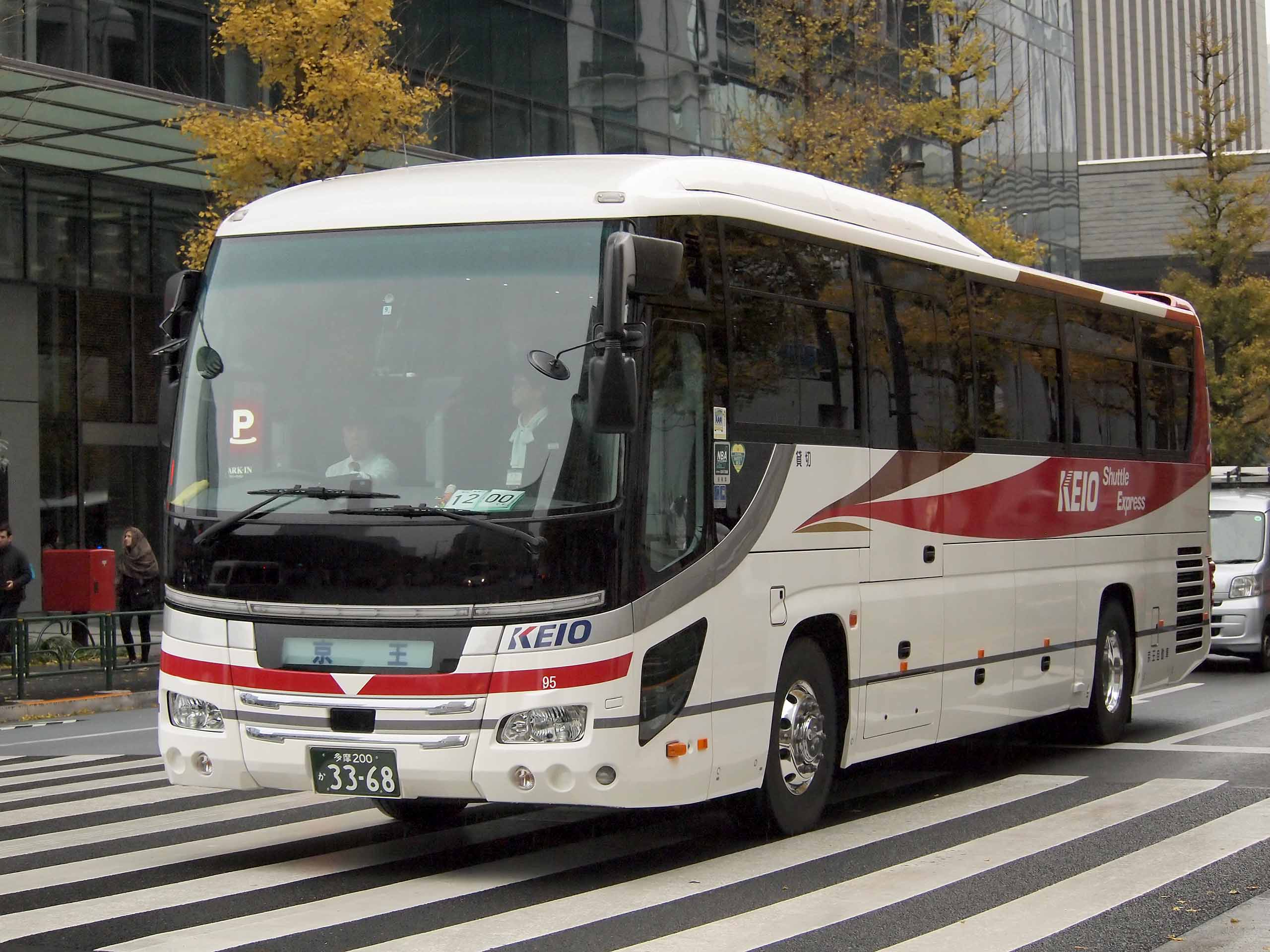
車椅子用リフト付きバス（セレガ）
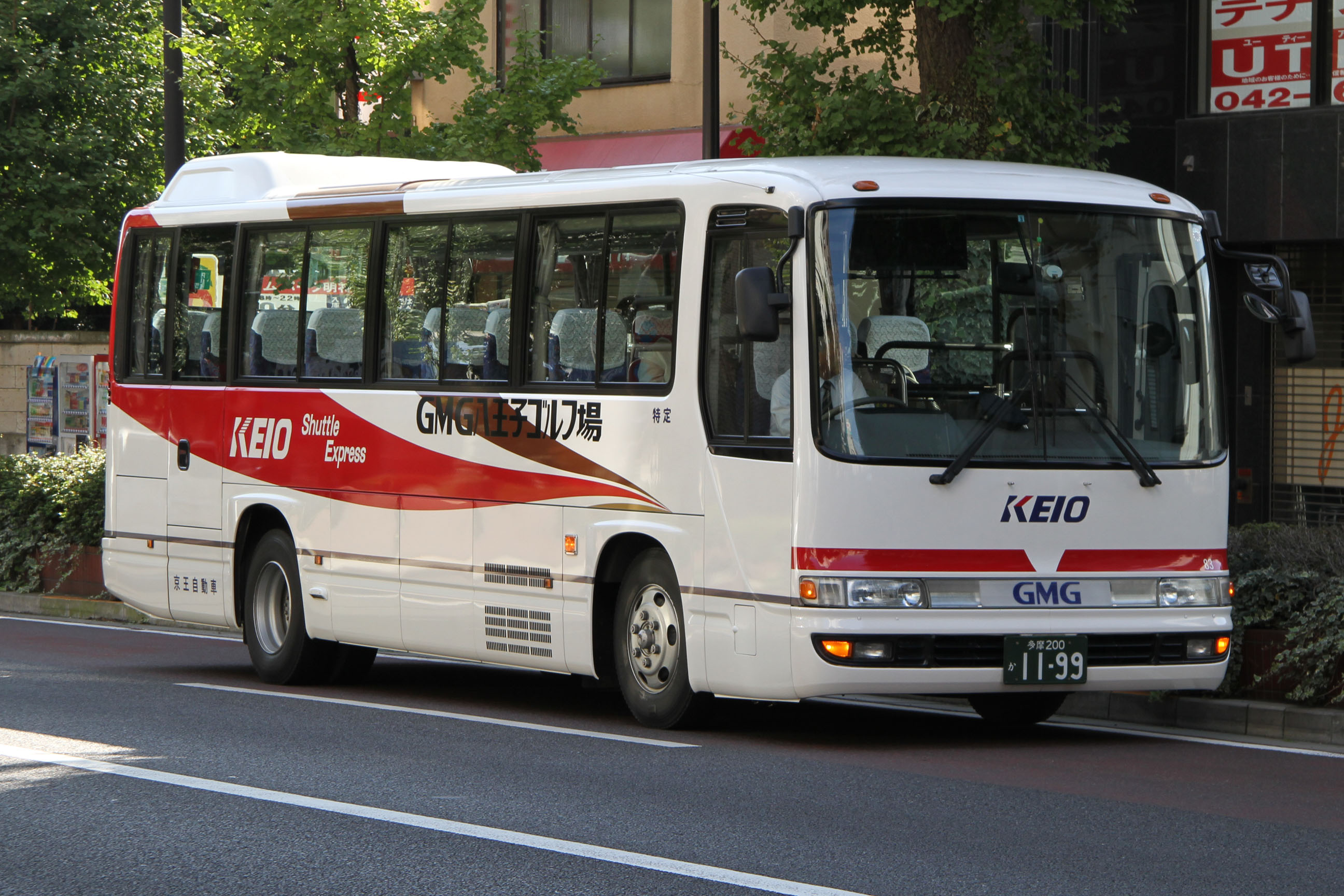
特定バス 中型車（メルファ）
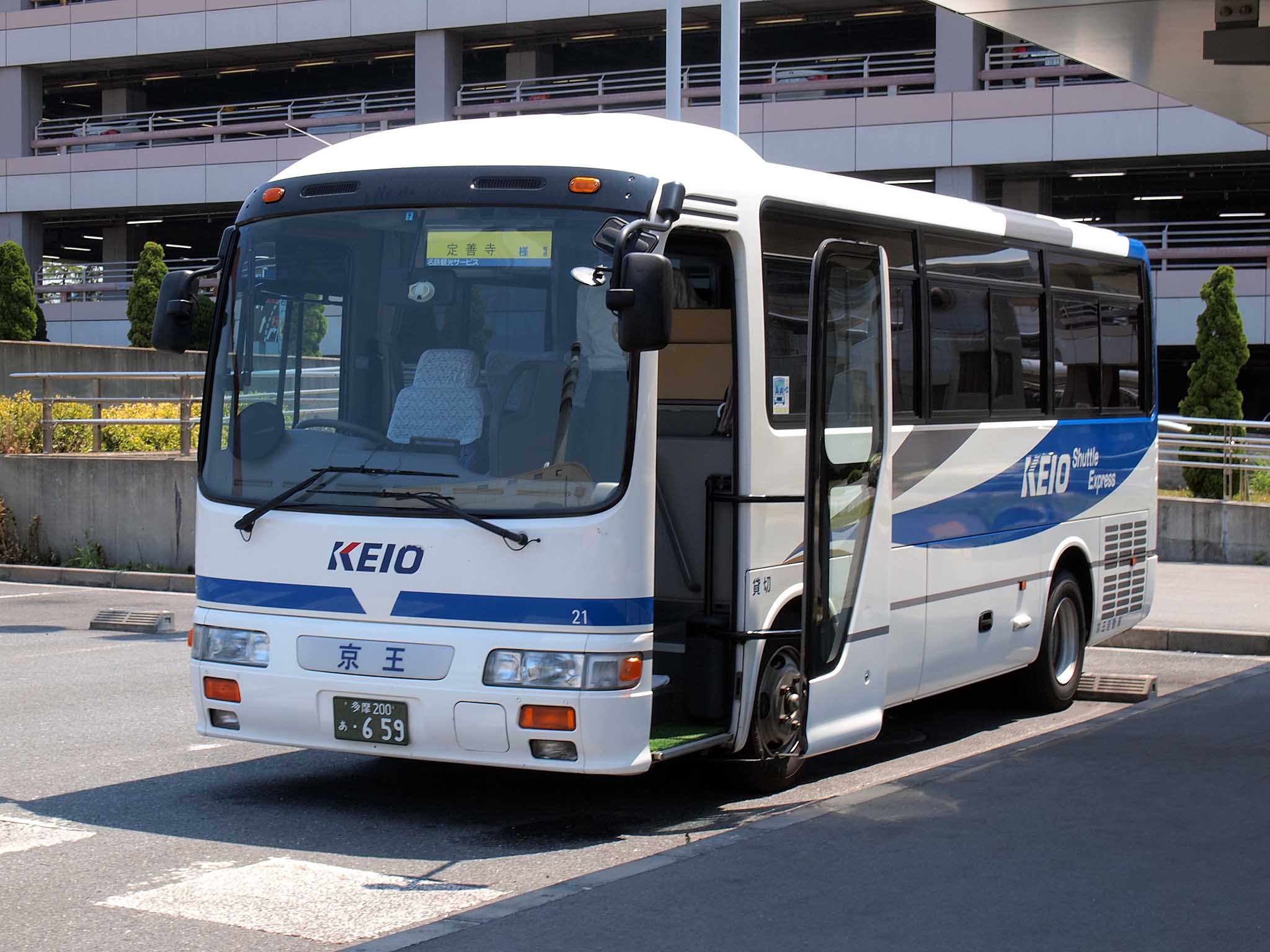
貸切バス 小型車（リエッセ） 青とグレーの帯色の車両

#### ボートレース多摩川シャトルバス専用車
多磨霊園駅・府中本町駅を発着する多摩川競艇場（ボートレース多摩川）の無料シャトルバスには専用の中型車が使用され、マスコットキャラクターのカワセミ「ウェイキー」、萌えキャラの「静波まつり」のイラストがラッピングされている。

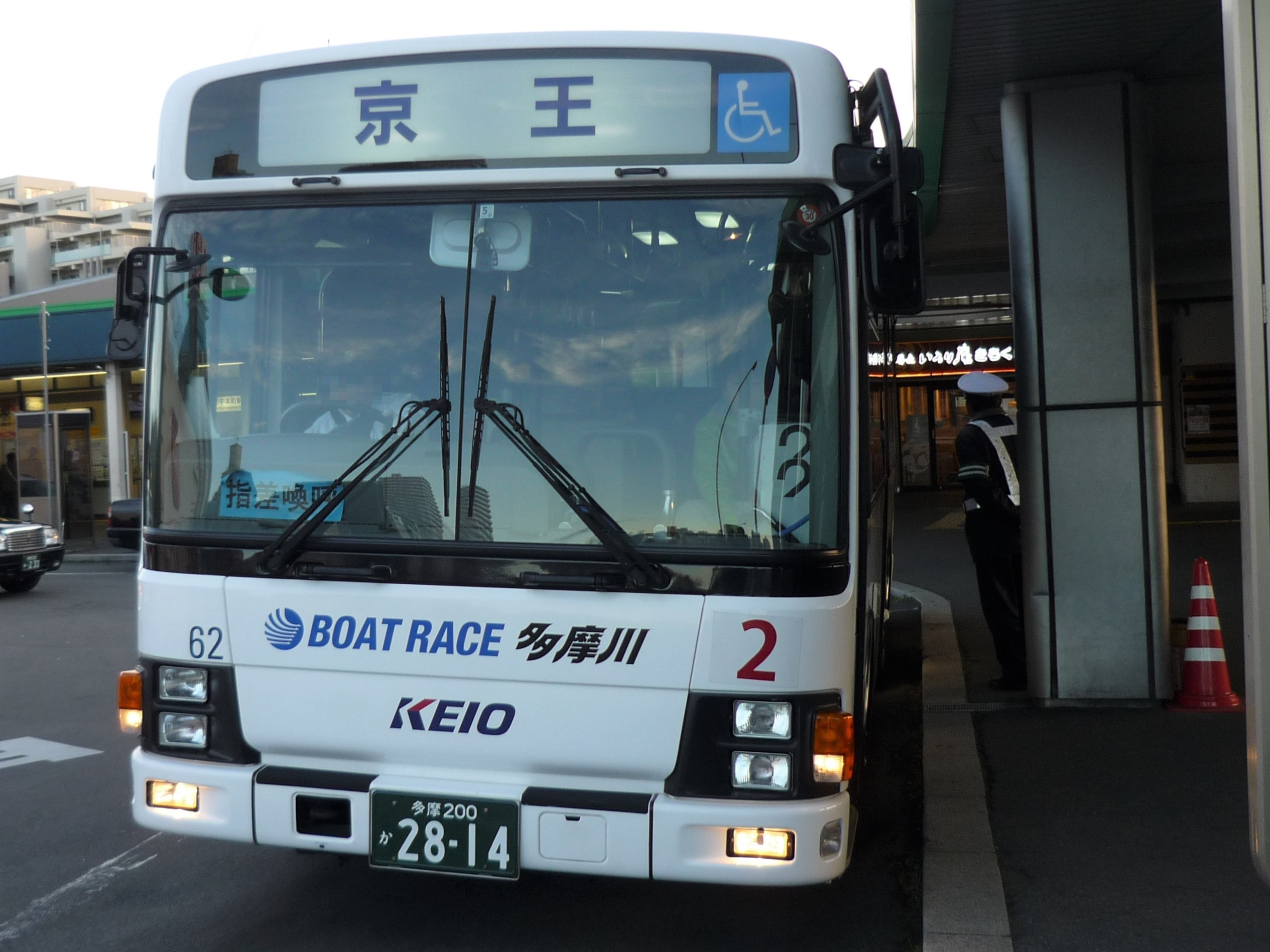
ボートレース多摩川シャトルバス専用車
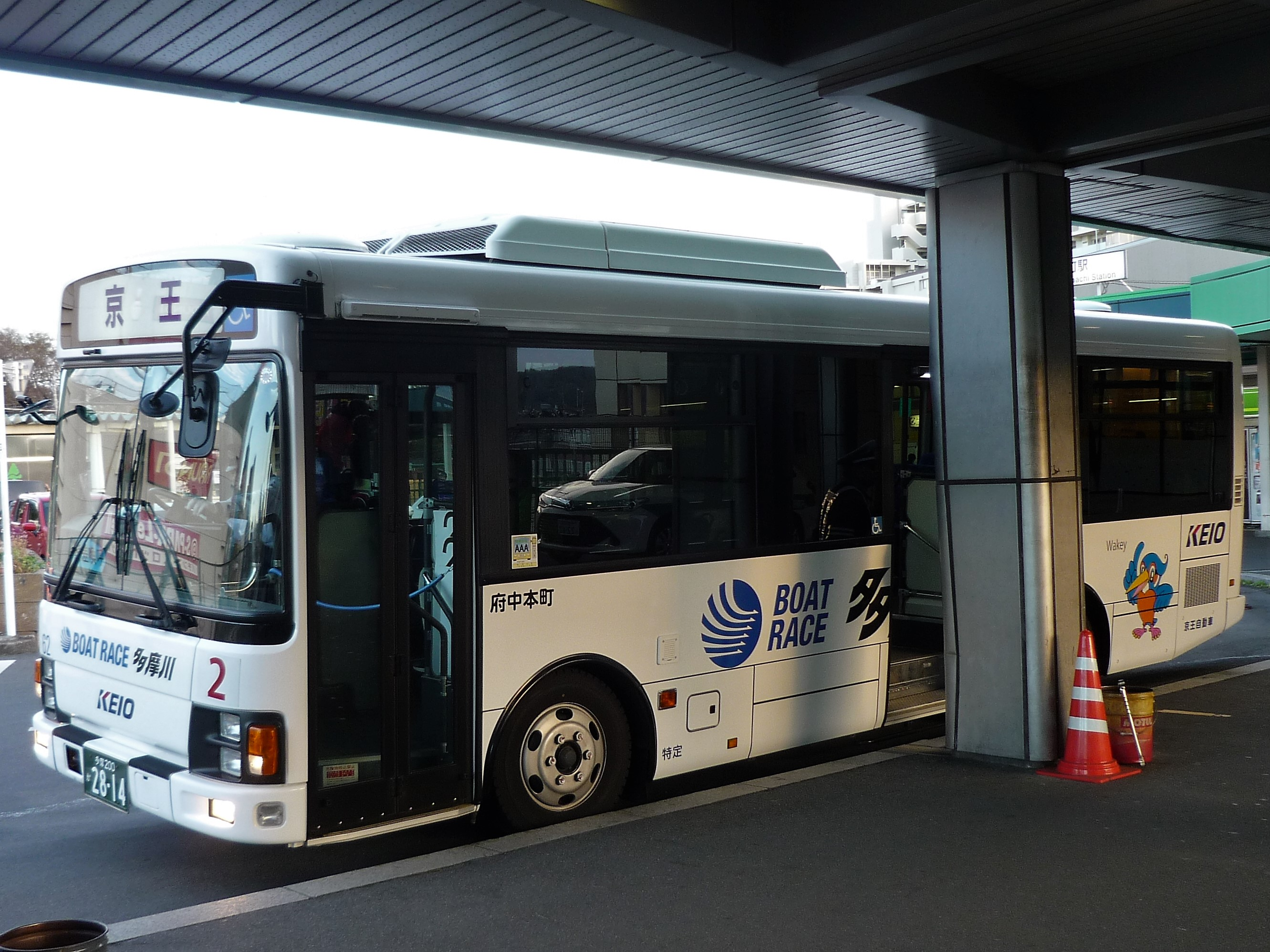
ボートレース多摩川シャトルバス （ウェイキー）
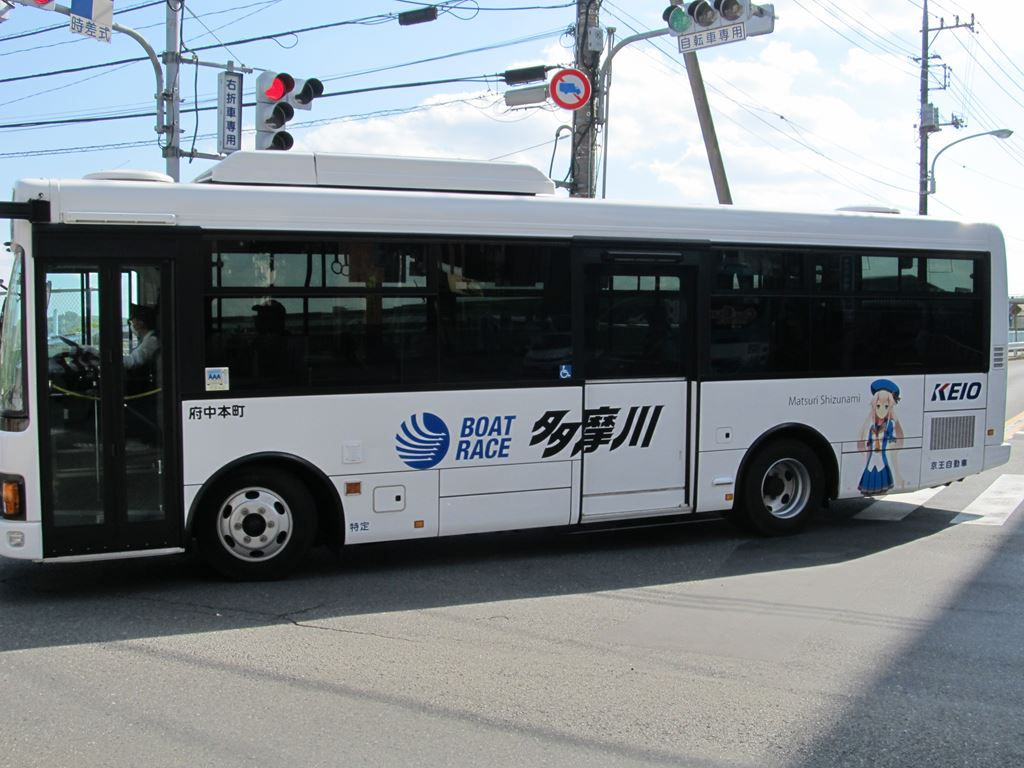
ボートレース多摩川シャトルバス （静波まつり）

#### 多摩テック無料送迎バス専用車
かつては多摩テックの無料送迎バスを運行しており、京王自動車が閉園まで担当した。無料送迎バスは、1997年に多摩テック内に天然温泉「クア・ガーデン」がオープンしたことから運行開始され、多摩動物公園駅と「クア・ガーデン」を結んでいた。
運行開始時は京王帝都電鉄（現：京王バス多摩営業所）が担当し、専用カラーの日野・リエッセ（K69703号車、KC-RX4JFAA、1997年式）が用意された。のち京王自動車へ移管され、専用カラーのリエッセ（京王自動車58号車）が使用された。京王バスのリエッセと車両・カラーリングは異なる。

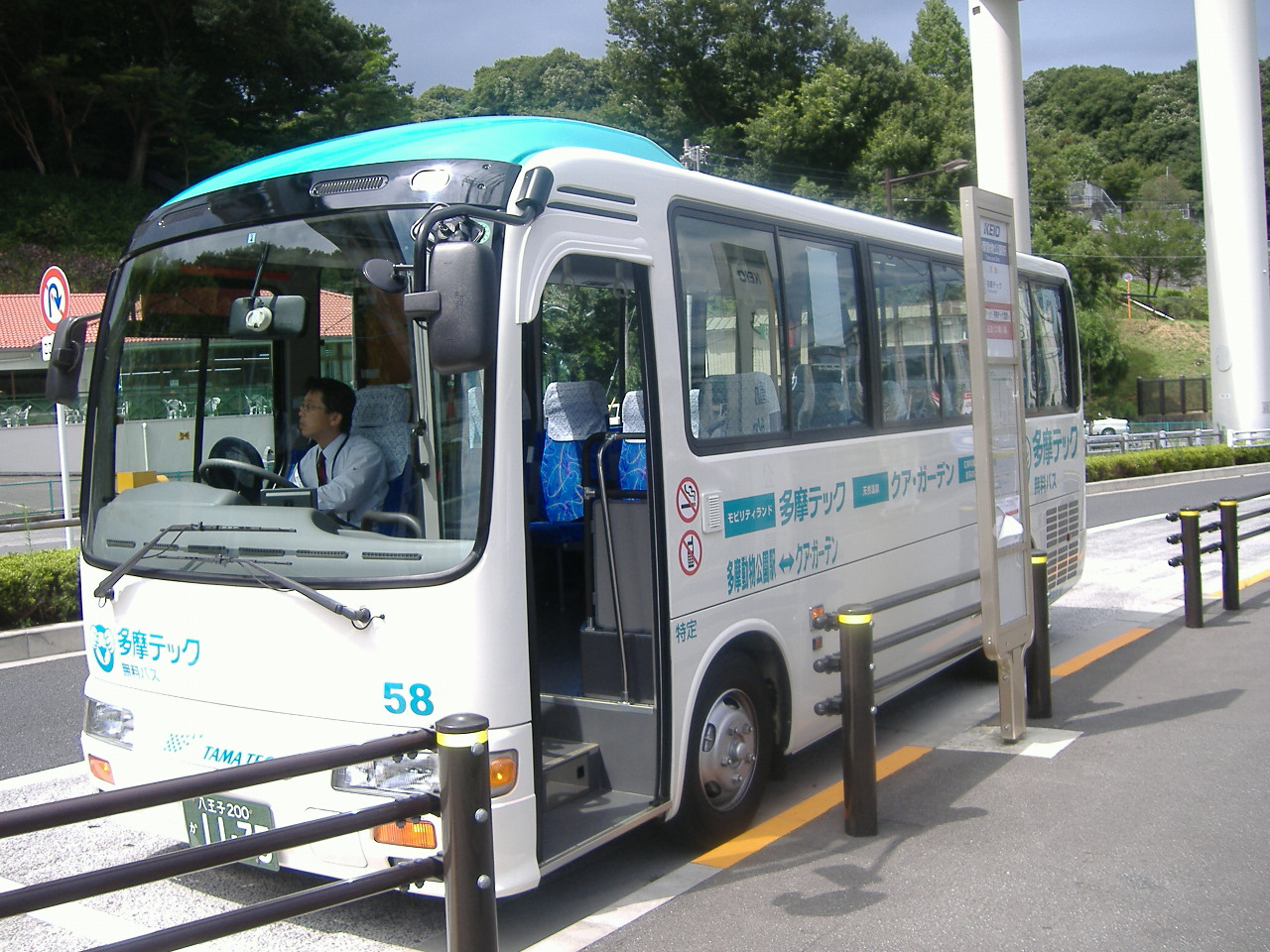
多摩テック無料送迎バス専用車（58号車）

## その他
- 千葉県千葉市中央区に自動車整備業を営む「京王自動車工業株式会社」[29]が存在するが、当社および京王グループとは関係ない。
- 飛鳥交通（都内武三地区では日本交通と提携）は、かつて京王交通という社名を名乗っていたが、京王電鉄が提訴した類似商号訴訟に敗訴したため社名変更した。当社および京王グループとは関係ない。